# Овляды
Овля́ды (ед. ч. туркм. öwlat, өвлат, мн. ч. туркм. öwlatlar, өвлатлар от араб. أولاد‎ — сыновья, наследники) — шесть туркменских почётных (священных) племён, которые, согласно народным легендам, являются потомками трёх из четырёх праведных халифов (туркм. dört çaryýar — «четыре друга»).

## Теории о происхождении овлядов
В исламском мире принято делить потомков Мухаммеда на сеидов и шерифов, которые ведут свой род от его внуков Хусейна (626—680) и Хасана (624—669). В Центральной Азии в отношении к потомкам Мухаммеда более распространён титул «ходжа» от перс. خواجه‎ («хозяин»). Но только у туркмен и ходжа, и сеиды, вместе с ещё четырьмя группами известны под общим названием «овляды». Туркменское слово «öwlat» происходит от араб. أولاد‎ (авлад — сыновья, наследники)
Духовенство овлядов ведёт свою вымышленную родословную от трёх из четырёх праведных халифов — Али ибн Абу Талиба, Абу Бакра ас-Сиддика и Усмана ибн Аффана. Эта версия возникла сравнительно недавно — в середине XIX века.
В своих «Очерках туркменской земли и юго-восточного прибрежья Каспийского моря» барон Клементий Карлович Боде (1806—?) причислил к «священным» племенам, являющимися мнимыми потомками первых халифов, только ходжа, атинцев (атта), шихов (шейхи) и магтымов (махтумы). По его словам, ходжа ведут свой род от Али, атинцы — от Умара ибн аль-Хаттаба, шихи — от Усмана ибн Аффана, магтымы — от Абу Бакра.
Овляды не отличаются от прочих туркмен ни культурно, ни антропологически, в отличие от арабов Средней Азии, которые сохранили свой язык и характерные черты, свойственные арабам, что позволяет усомниться в «арабской версии» их происхождения. Это подтверждается и легендами самих овлядов, в которых их прародителями называются известные суфийские святые из Хорезма и Горгана (совр. Иран). Например, одна из двух основных групп племени ших — пакыр-ших ведёт свой род от полулегендарного Пакыр-шиха (туркм. Pakyr-şyh) из Хорезма, а прародителем магтымов считается Магтым-мээззем (Махзуми-агзам; туркм. Magtym mýazzem) из Горгана.

## Овлядские племена
Всего под общим названием «овляды» известно шесть племён: ходжа (туркм. hoja), ших (туркм. şyh), магтым (туркм. magtym), сейит (туркм. seýit), ата (туркм. ata) и муджевур (туркм. müjewir). Ата ведут свой род от Усмана, шихи от Абу Бакра, все остальные — от Али. В конце 1970-х годов число овлядов составляло около 30 тыс. человек в Туркменской ССР с 1,5 миллионным населением. Овляды придерживаются правил строгой эндогамии и не смешиваются с другими туркменами, а иногда отказываются заключать брак даже с овлядами из другого племени. Туркмены-неовляды именуются «гарачы» (туркм. garaçy, простонародье).
- Ходжа. Наиболее сильные и влиятельные овляды, соответственно, были зажиточнее других туркменских групп. Подгруппы: балканлы, гарры-алов, зенли, нохур, мангышлак, йаныарык, эрсары, сейит, саййидатаи, мирхайдар, хурасанлы, ысраватлы, депмаганлы, бердыли, мятыли[12].
- Ших. Делятся на две основные подгруппы: гызыл-ших и пакыр-ших. Пакыр-шихи относят себя к потомству халифа Абу Бакра, а гызыл-шихи к Али ибн Абу Талибу[12].
- Сейид (сейит, сеид). Менее почитаемы, чем вышеназванные ходжа и шихи. Подгруппы: шасейид, манагар, ак-эшикли, ганымат, тилкилер, дюелер, дев[13].
- Магтым (махтум, магтум). Подгруппы: отлы-магтым, пир-магтым, токум-магтым, гарры-магтым, гыллы-магтым, халталы-магтым. Относят себя к потомкам Али от Хусейна и далее от Зейн аль-Абидина. Пир-магтымы ведут род от другого сына Али — Мухаммада ибн аль-Ханафии[14].
- Муджевур (мюджевюр, меджеур). Название происходит от араб. مجاور‎ (mujāwir) — «живущий поблизости (от святых мест)». Ведут свой род от Дана-Ата (Ахсан Шайх), родившегося от брака Мухаммада ибн аль-Ханафии с девушкой из Мерва[14].
- Ата. Происходят из юго-западной Туркмении (Кизыл-Арвата и Горгана). Согласно преданиям, атинцы являются потомками трёх братьев: Нур-ата, Омар-ата и Убак-ата (Ураим-ата). Их отцом был то ли Гозил-ата (Гёзли-ата), то ли Чиль-Мамед[15]. По именам этих братьев и названы три главные подразделения племени ата: нур-ата, омар-ата и убак-ата. Нур-атинцы живут в Нуратинских горах в Узбекистане, омар-атинцы — на севере Туркмении (Хорезмский оазис и Дарган-ата) и Ахале, а убак-атинцы в начале XX века откочевали на территорию Ирана[16].

## Отношение к овлядам
Овляды почитаются туркменами как святые и имеют ряд привилегий. Наибольшим уважением пользуются выходцы из племени ходжа, некоторые верующие убеждены в наличии у них сверхъестественных сил и покровительстве предков над ними. Боязнь возмездия со стороны духов предков отпугивает воров и грабителей от посягательства на имущество овлядов. Выходцы из племён ата и ших могли спокойно вести торговлю и пасти скот в небезопасных районах Туркмении. Широко распространён обычай, когда перед началом скачек овлядам вручается главный приз (простые туркмены не хотят соревноваться с ними).
Смотрителями могил почитаемых святых могут быть только овляды, особенно если этот святой был из овлядского племени. Туркмены, не относящиеся к овлядам, старались, чтобы на месте будущего родового или племенного кладбища сперва был погребён представитель священного племени, иначе кладбище лишалось «святости».